# Speirantha gardeni
Speirantha es un género con monotípico  de plantas fanerógamas perteneciente a la familia de las asparagáceas, anteriormente incluida en las ruscáceas.   Su única especie:  Speirantha gardeni, es originaria de China.

## Descripción
Es una planta herbácea perennifolia y rizomatosa, con varias vainas alrededor de las hojas en la base. Tiene un rizoma  grueso y reptante, con estolones largos y delgados. Varias hojas basales, en mechones, pecioladas, gradualmente disminuyendo a la base, con muchas venas. El escapo axilar y desnudo suberecto. La inflorescencia en un racimo terminal, brácteas submembranosas. Flores hermafroditas. El fruto es una baya.

## Taxonomía
Speirantha gardeni fue descrita por (Hook.) Baill. y publicado en Histoire des Plantes 12: 524, en el año 1894.
Sinonimia
- Albuca gardenii Hook.	basónimo
- Speirantha convallarioides Baker	[5]